# إليومي زولديك
ايرومي هو أحد شخصيات مسلسل الأنمي الشهير القناص وهو الأخ الأكبر لكيلوا زولديك وهو صديق هيسوكا المقرب وله طبيعة غريبة حيث يخفي وجهه بواسطة عدة إبر تُغير شكل وجهه حيث أن له القدرة على التخفّي.
وقد اجتاز امتحان الصيد بنجاح وتقابل في المرحلة النهائية مع أخيه الأصغر كيلوا، وهُزم هذا الأخير الذي كان خائفاً من مواجهة أخيه الأكبر.

## الشخصية
تتميز شخصية إيرومي بالصمت والأنغلاق والسرية والخصوصية فلا أحد يمكن أن يعرف مشاعره حتى المقربين منه أمثال هيسوكا ويطغى على إليومي طابع العنف والقتل.

## القصة
ايرومي زولديك هو ابن عائلة القتلة المأجورين «الزولديك» تدرب على يد والده وهو من صنف التلاعب. 

## الأداء الصوتي

### اللغة اليابانية
- ماسايا ماتسكازي (2011)
- أورارا تاكانو (1999)

### اللغة الإنكليزية
- كريس هاكني (2011)
- فيكتور اتيليفيتش (1999)